# 通波河
通波河（羅馬化：Tompo）是俄羅斯的河流，屬於阿爾丹河的右支流，由薩哈共和國負責管轄，河道全長570公里，流域面積約42,700平方公里，發源自孫塔爾哈亞塔山脈，河水主要來自融雪和雨水，支流有傑利尼亞河。